# Dorf
Dorf is een gemeente en plaats in het Zwitserse kanton Zürich, en maakt deel uit van het district Andelfingen.

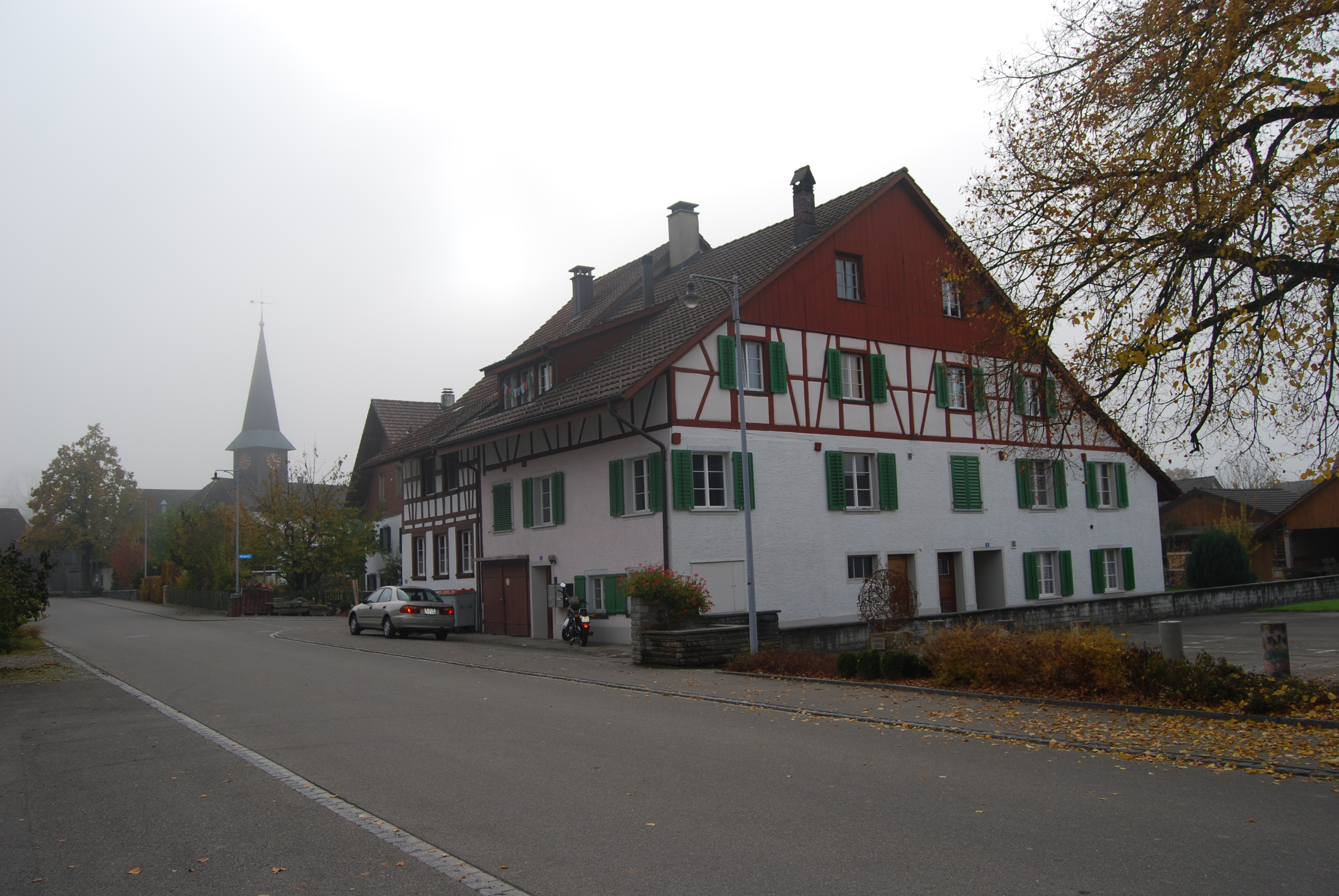
Dorf

Dorf telt 637 inwoners.